# Кавајон Веронезе
Кавајон Веронезе (итал. Cavaion Veronese) је насеље у Италији у округу Верона, региону Венето.
Према процени из 2011. у насељу је живело 3502 становника. Насеље се налази на надморској висини од 211 м.

## Становништво
| 1931. | 1936. | 1951. | 1961. | 1971. | 1981. | 1991. | 2001. | 2011. |
| ----- | ----- | ----- | ----- | ----- | ----- | ----- | ----- | ----- |
| 2.145 | 2.204 | 2.320 | 2.219 | 2.242 | 3.087 | 3.414 | 4.164 | 5.471 |

## Партнерски градови
- Бад Ајблинг